# Aleksej Zjitnik
Aleksej Nikolajevitsj Zjitnik (Russisch: Алексей Николаевич Житник) (Kiev, 10 oktober 1972) is een Oekraïens ijshockeyer. Hij kwam na het uitvallen van de Sovjet-Unie uit voor de Russische ploeg.
Zjitnik won tijdens de Olympische Winterspelen 1992 de gouden medaille met het gezamenlijk team. Met de Russische ploeg won Zjitnik in Olympische Winterspelen 1998.